# Düzce (Provinz)
Düzce ist eine nordtürkische Provinz am westlichen Schwarzen Meer.
Ihre Hauptstadt ist die Stadt Düzce. Die Provinz gehörte früher zur Provinz Bolu und wurde nach den schweren Erdbeben vom 17. August in Gölcük und 12. November 1999 in Düzce am 9. Dezember 1999 gegründet. Sie ist die 81. und somit jüngste Provinz der Türkei.
Die Provinz hat 395.679 Einwohner (Stand Ende 2020) auf einer Fläche von 2.492 km². Sie grenzt an die Provinzen Bolu, Sakarya und Zonguldak. Die Provinz wird vom Fluss Melen Çayı in nördlicher Richtung zum Schwarzen Meer hin entwässert.
Die Bevölkerungsdichte beträgt 158,8 Einwohner/km².

## Verwaltungsgliederung
Die Provinz gliedert sich in acht Landkreise (Bezirke), die nach ihren Hauptorten benannt sind:
| Kreis- code 1 | Landkreis     | Fläche 2 (km²) | Bevölkerung (2020) 3 | Bevölkerung (2020) 3       | Anzahl der Einheiten   | Anzahl der Einheiten  | Anzahl der Einheiten | Dichte (Ew./km²) | städt. Anteil (in %) | Sex Ratio 4 | Grün- dungs- da- tum 5, 6 |
| Kreis- code 1 | Landkreis     | Fläche 2 (km²) | Landkreis (İlçe)     | Verwal- tungssitz (Merkez) | Gemein- den (Belediye) | Stadt- viertel (Mah.) | Dörfer (Köy)         | Dichte (Ew./km²) | städt. Anteil (in %) | Sex Ratio 4 | Grün- dungs- da- tum 5, 6 |
| ------------- | ------------- | -------------- | -------------------- | -------------------------- | ---------------------- | --------------------- | -------------------- | ---------------- | -------------------- | ----------- | ------------------------- |
| 1116          | Akçakoca      | 380            | 39.229               | 27.245                     | 1                      | 8                     | 43                   | 103,2            | 69,45                | 1030        | 1934                      |
| 1784          | Cumayeri      | 113            | 15.002               | 10.630                     | 1                      | 5                     | 21                   | 132,8            | 70,86                | 984         | 1987                      |
| 1905          | Çilimli       | 85             | 19.902               | 10.078                     | 1                      | 7                     | 20                   | 234,1            | 50,64                | 737         | 1990                      |
| 1292          | Düzce Merkez  | 710            | 249.695              | 184.040                    | 3                      | 68                    | 96                   | 351,7            | 77,13                | 1025        | 1999                      |
| 1794          | Gölyaka       | 228            | 20.408               | 10.228                     | 1                      | 10                    | 21                   | 89,5             | 50,12                | 984         | 1987                      |
| 2017          | Gümüşova      | 103            | 16.254               | 8.579                      | 1                      | 6                     | 18                   | 157,8            | 52,78                | 985         | 1993                      |
| 2013          | Kaynaşlı      | 237            | 20.545               | 9.867                      | 1                      | 7                     | 20                   | 86,7             | 48,03                | 983         | 1999                      |
| 1730          | Yığılca       | 636            | 14.644               | 3.061                      | 1                      | 4                     | 39                   | 23,0             | 20,90                | 944         | 1954                      |
| PROVINZ Düzce | PROVINZ Düzce | 2.492          | 395.679              |                            | 10                     | 115                   | 278                  | 158,8            | 68,81                | 998         |                           |

## Bevölkerung
Die Bevölkerung von Düzce besteht überwiegend aus Türken, daneben gibt es Lasen, Georgier, Tscherkessen, Abchasen, Kurden und Manav-Türken.

### Ergebnisse der Bevölkerungsfortschreibung
Nachfolgende Tabelle zeigt die jährliche Bevölkerungsentwicklung am Jahresende nach der Fortschreibung durch das 2007 eingeführte adressierbare Einwohnerregister (ADNKS). Außerdem sind die Bevölkerungswachstumsrate und das Geschlechterverhältnis (Sex Ratio d. h. Anzahl der Frauen pro 1000 Männer) aufgeführt.

Der Zensus von 2011 ermittelte 342.281 Einwohner, das sind etwa 28.000 Einwohner mehr als beim Zensus 2000.

| Jahr   | Bevölkerung am Jahresende | Bevölkerung am Jahresende | Bevölkerung am Jahresende | Wachstums- rate der Be- völkerung (in %) | Geschlechter verhältnis (Frauen auf 1000 Männer) | Rang (unter den 81 Provinzen) |
| Jahr   | gesamt                    | männlich                  | weiblich                  | Wachstums- rate der Be- völkerung (in %) | Geschlechter verhältnis (Frauen auf 1000 Männer) | Rang (unter den 81 Provinzen) |
| ------ | ------------------------- | ------------------------- | ------------------------- | ---------------------------------------- | ------------------------------------------------ | ----------------------------- |
| 2020   | 395.679                   | 198.032                   | 197.647                   | 0,90                                     | 998                                              | 50                            |
| 2019   | 392.166                   | 196.494                   | 195.672                   | 1,11                                     | 996                                              | 50                            |
| 2018   | 387.844                   | 194.051                   | 193.793                   | 2,71                                     | 999                                              | 50                            |
| 2017   | 377.610                   | 188.855                   | 188.755                   | 1,95                                     | 999                                              | 50                            |
| 2016   | 370.371                   | 185.775                   | 184.596                   | 2,77                                     | 994                                              | 51                            |
| 2015   | 360.388                   | 181.197                   | 179.191                   | 1,36                                     | 989                                              | 51                            |
| 2014   | 355.549                   | 178.342                   | 177.207                   | 1,15                                     | 994                                              | 51                            |
| 2013   | 351.509                   | 176.071                   | 175.438                   | 1,45                                     | 996                                              | 51                            |
| 2012   | 346.493                   | 173.226                   | 173.267                   | 1,27                                     | 1000                                             | 51                            |
| 2011   | 342.146                   | 170.306                   | 171.840                   | 1,17                                     | 1009                                             | 51                            |
| 2010   | 338.188                   | 168.075                   | 170.113                   | 0,90                                     | 1012                                             | 51                            |
| 2009   | 335.156                   | 167.696                   | 167.460                   | 1,99                                     | 999                                              | 53                            |
| 2008   | 328.611                   | 163.656                   | 164.955                   | 1,63                                     | 1008                                             | 54                            |
| 2007   | 323.328                   | 160.823                   | 162.505                   | —                                        | 1010                                             | 56                            |
| 2000 1 | 314.266                   | 161.927                   | 152.339                   |                                          | 941                                              | 60                            |

### Bevölkerungszahlen der Landkreise
Die Werte von 2000 basieren auf der Volkszählung, die restlichen (2007–2018) sind Bevölkerungsangaben am Jahresende, ermittelt durch die Fortschreibung im 2007 eingeführten Einwohnerregister (ADNKS)
| Landkreis       | 2000    | 2007    | 2008    | 2009    | 2010    | 2011    | 2012    | 2013    | 2014    | 2015    | 2016    | 2017    | 2018    | 2019    | 2020    |
| --------------- | ------- | ------- | ------- | ------- | ------- | ------- | ------- | ------- | ------- | ------- | ------- | ------- | ------- | ------- | ------- |
| Akçakoca        | 43.895  | 36.944  | 38.451  | 38.354  | 37.802  | 37.119  | 37.216  | 38.167  | 37.747  | 37.570  | 37.660  | 37.924  | 38.846  | 38.639  | 39.229  |
| Cumayeri        | 13.348  | 12.805  | 12.910  | 12.794  | 12.767  | 12.887  | 12.836  | 13.410  | 13.332  | 13.453  | 13.676  | 13.901  | 14.895  | 14.649  | 15.002  |
| Çilimli         | 16.849  | 16.316  | 16.378  | 16.608  | 16.709  | 16.775  | 16.793  | 16.911  | 17.645  | 18.834  | 19.692  | 20.009  | 20.266  | 19.976  | 19.902  |
| Merkez          | 159.690 | 183.395 | 186.567 | 192.844 | 197.711 | 203.095 | 207.681 | 209.561 | 214.991 | 219.533 | 228.470 | 235.160 | 240.633 | 247.419 | 249.695 |
| Gölyaka         | 19.612  | 19.637  | 20.230  | 20.372  | 20.226  | 20.148  | 20.290  | 20.361  | 20.226  | 20.157  | 20.206  | 20.288  | 20.353  | 20.179  | 20.408  |
| Gümüşova        | 18.043  | 14.527  | 14.884  | 14.890  | 14.741  | 14.626  | 14.610  | 14.681  | 14.685  | 14.718  | 14.860  | 15.120  | 15.647  | 15.842  | 16.254  |
| Kaynaşlı        | 21.639  | 20.888  | 20.713  | 20.792  | 20.609  | 20.485  | 20.408  | 20.656  | 20.833  | 20.550  | 20.666  | 20.481  | 20.772  | 20.454  | 20.545  |
| Yığılca         | 21.190  | 18.816  | 18.478  | 18.502  | 17.623  | 17.011  | 16.659  | 17.762  | 16.090  | 15.573  | 15.141  | 14.727  | 16.432  | 15.008  | 14.644  |
| Summe Provinz00 | 314.266 | 323.328 | 328.611 | 335.156 | 338.188 | 342.146 | 346.493 | 351.509 | 355.549 | 360.388 | 370.371 | 377.610 | 387.844 | 392.166 | 395.679 |

## Sehenswürdigkeiten
- Prusias Pros Hypios / Prusias ad Hypium – antike Stadt bei Konuralp
- zahlreiche bis zu 130 m hohe Wasserfälle
- die Küstenstadt Akçakoca („Bodrum des Nordens“)

## Persönlichkeiten
- Yaşar Yakış (1938–2024), Außenminister
- Faruk Özlü (* 1962), Minister für Wissenschaft, Industrie und Technologie